# Aveux
Aveux (gaskognisch Avèus) ist eine französische Gemeinde mit 41 Einwohnern (Stand 1. Januar 2022) im Département Hautes-Pyrénées in der Region Okzitanien; sie gehört zum Arrondissement Bagnères-de-Bigorre und zum Gemeindeverband Neste Barousse. Seine Bewohner nennen sich Aveusiens/Aveusiennes.

## Geografie
Aveux liegt rund 47 Kilometer südöstlich der Stadt Tarbes an der Grenze zum Département Haute-Garonne. Die Gemeinde besteht aus dem Dorf Aveux, wenigen Häusergruppen sowie Einzelgehöften. Weite Teile an den Berghängen sind bewaldet. Der höchste Punkt der Gemeinde ist der 1079 m hohe Pic de Cau an der südwestlichen Gemeindegrenze. Der Fluss Ourse bildet die östliche Gemeindegrenze. Die Gemeinde liegt an der Straße D 160, wenige Kilometer westlich der Route nationale 125.

## Geschichte
Der Ort wurde im Jahr 1387 erstmals als De Aveux in einem Kirchenregister der früheren Grafschaft Comminges erwähnt. Im Mittelalter lag der Ort innerhalb der Grafschaft Barousse in der Region Armagnac, die ein Teil der Provinz Gascogne war. Die Gemeinde gehörte von 1793 bis 1801 zum District La Barthe. Zudem lag Aveux von 1793 bis 2015 im Kanton Mauléon-Barousse. Die Gemeinde ist seit 1801 dem Arrondissement Bagnères-de-Bigorre zugeteilt.

## Bevölkerungsentwicklung
| Jahr                       | 1962 | 1968 | 1975 | 1982 | 1990 | 1999 | 2006 | 2014 | 2020 |
| Einwohner                  | 48   | 48   | 47   | 54   | 49   | 55   | 55   | 46   | 42   |
| Quellen: Cassini und INSEE |      |      |      |      |      |      |      |      |      |

## Sehenswürdigkeiten
- Kirche Notre-Dame-de-l’Assemption (Mariä Himmelfahrt)
- Kapelle Mariä Himmelfahrt
- Gedenkplatte für die Gefallenen[1]
- Wegkreuz nördlich des Dorfs
- Lavoir (ehemaliges Waschhaus)[2]

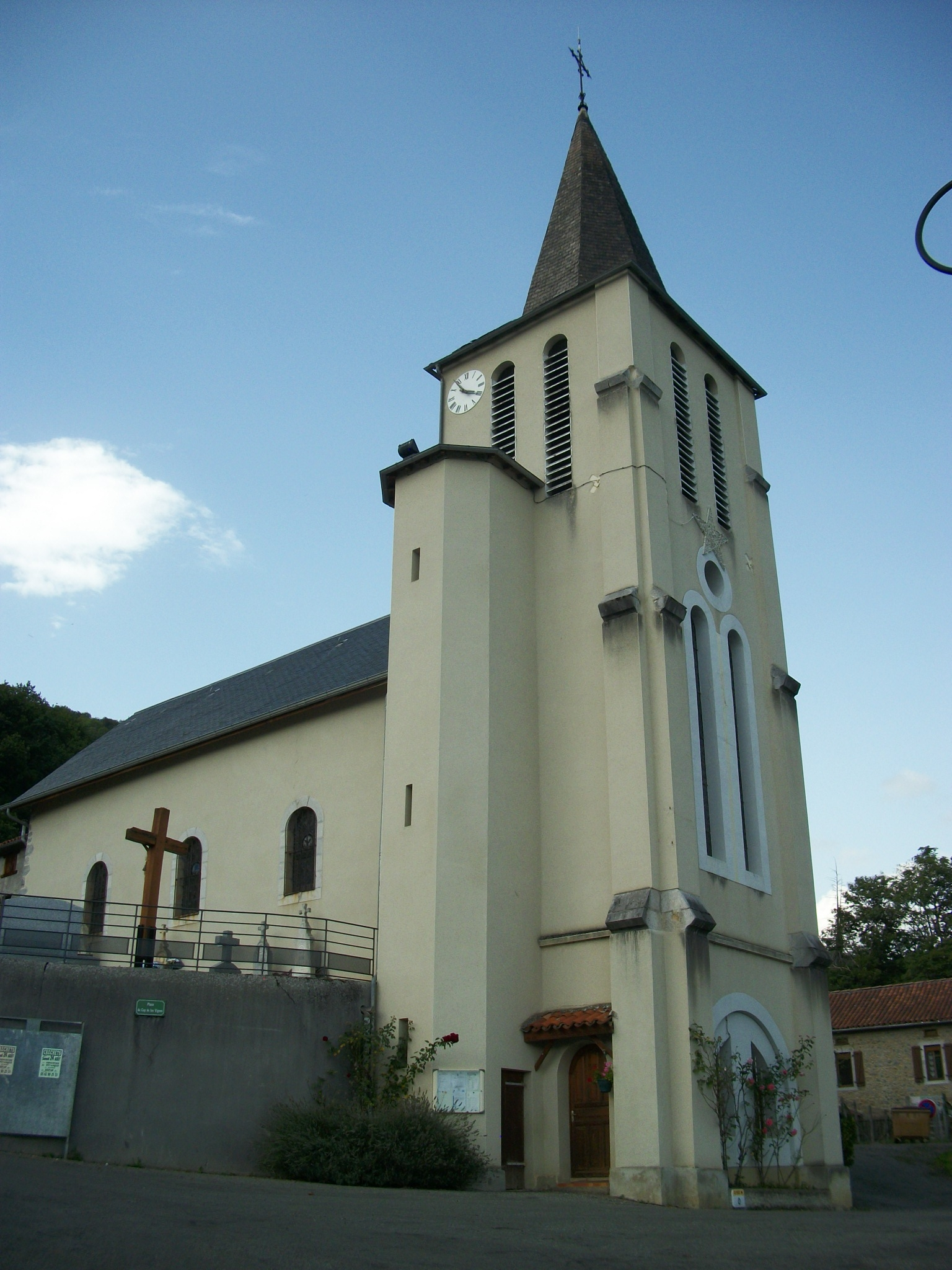
Kirche Mariä Himmelfahrt
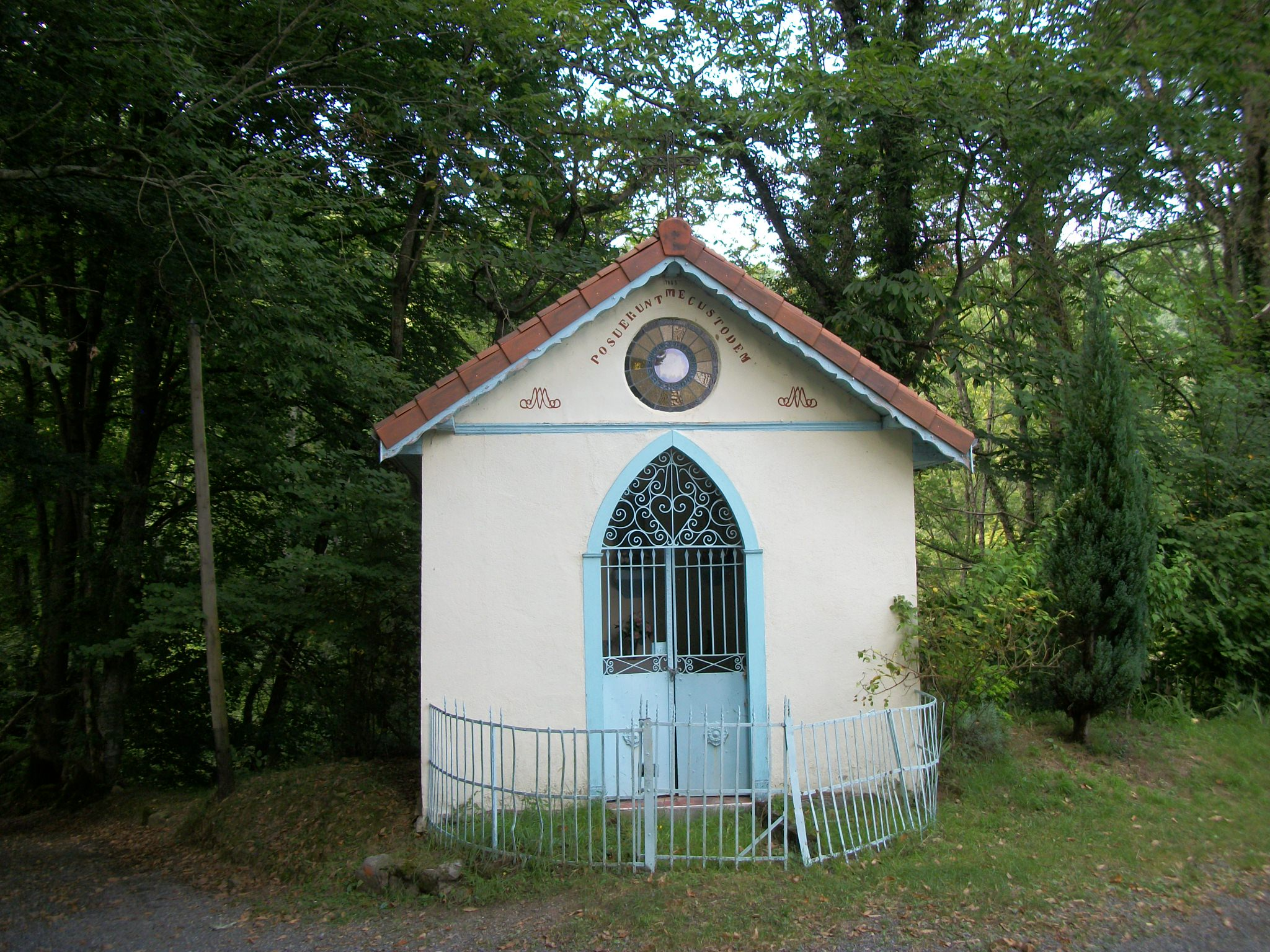
Kapelle Mariä Himmelfahrt
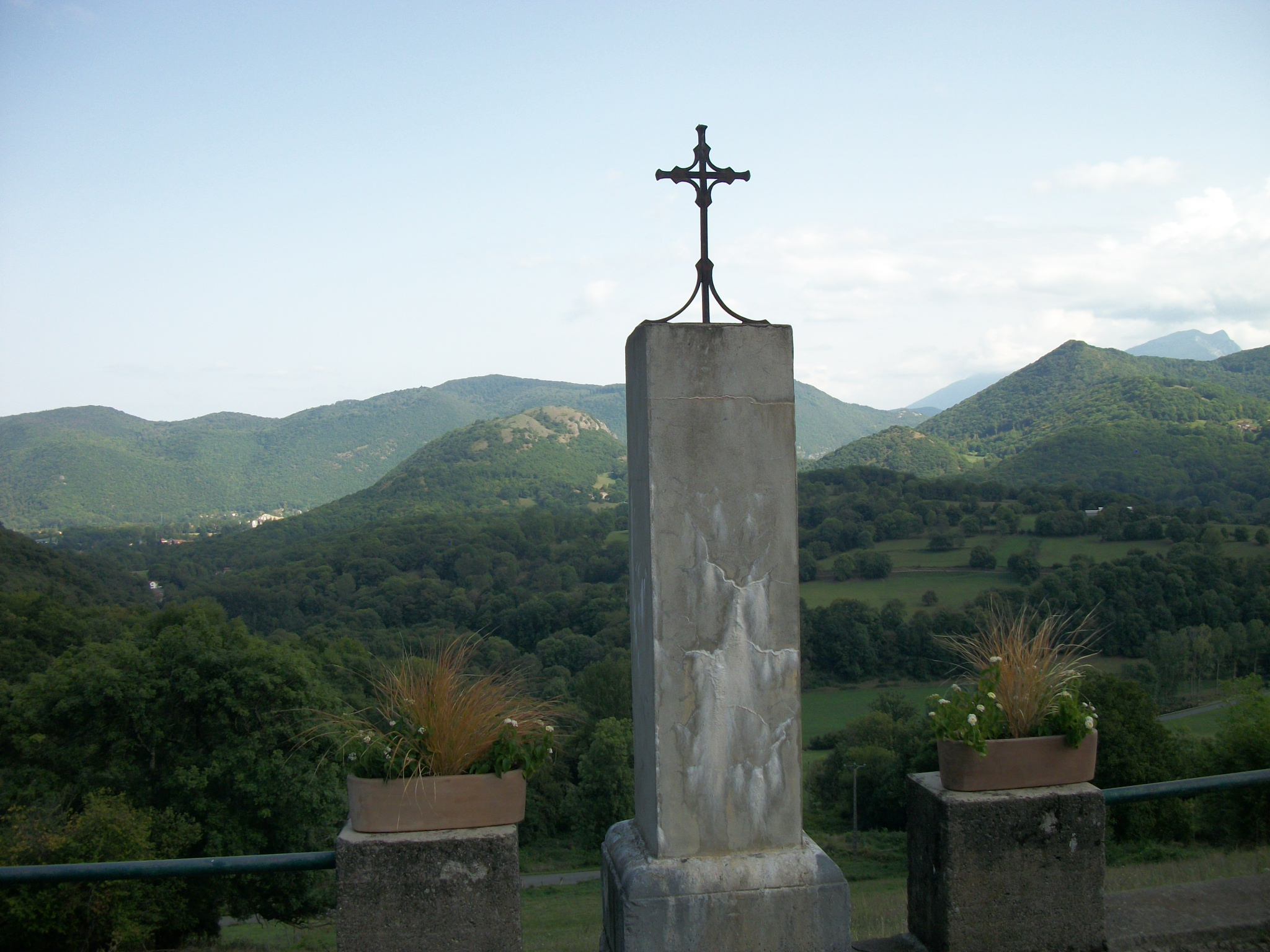
Wegkreuz
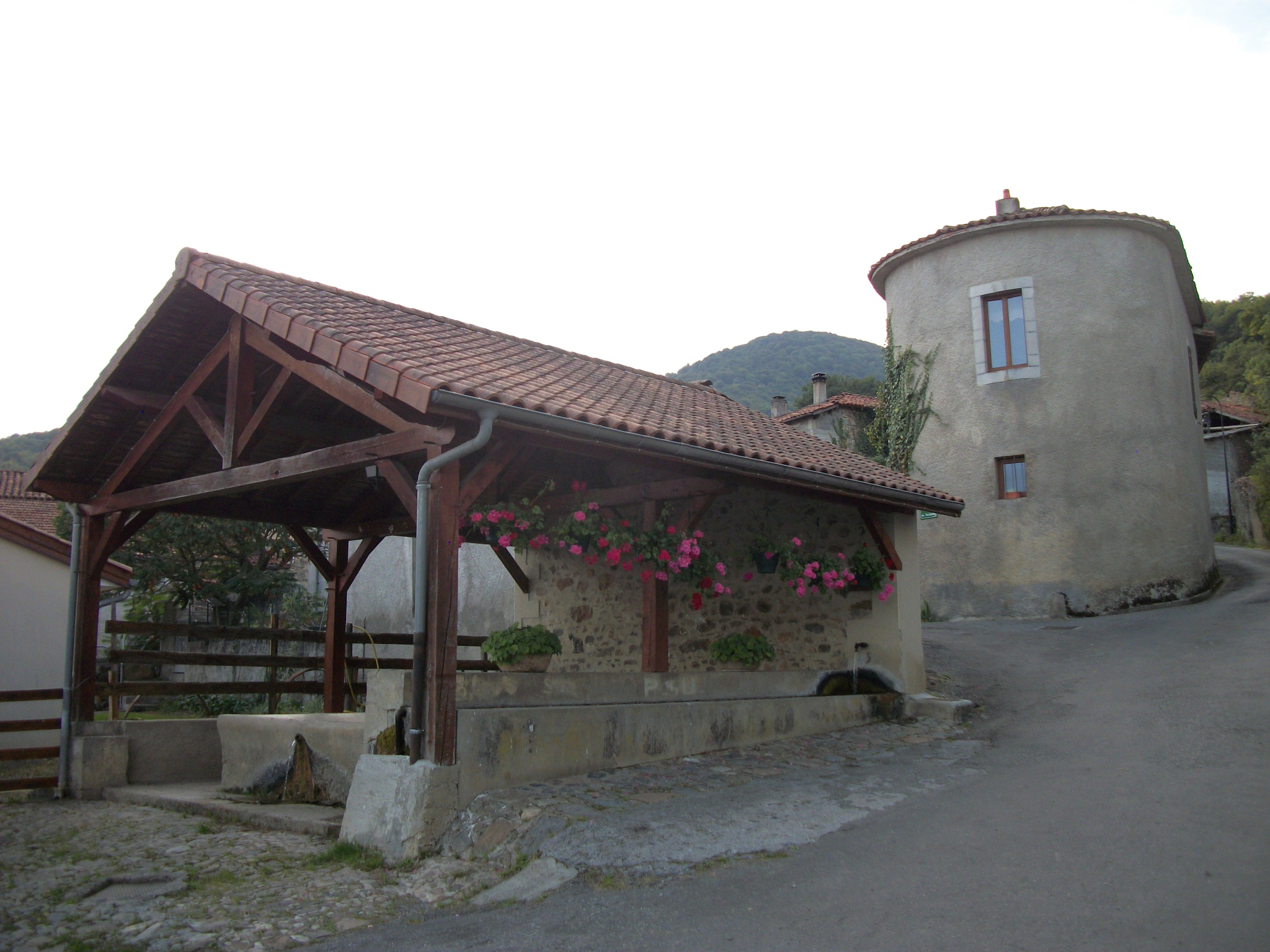
Ehemaliges Waschhaus
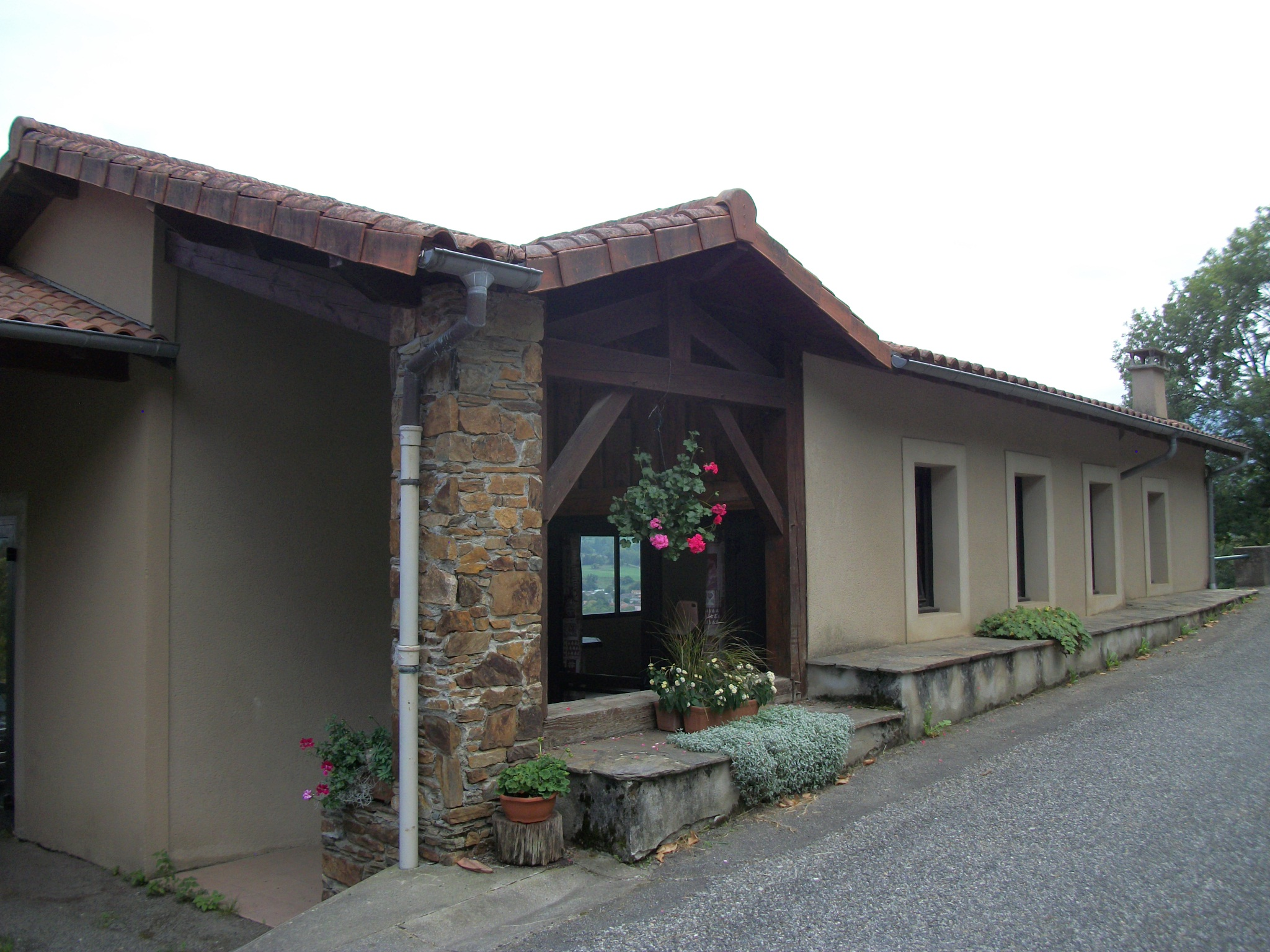
Gemeindefesthalle